# 特爾山 (維內迪傑山脈)
46°59′27″N 12°12′10″E / 46.990823°N 12.202699°E

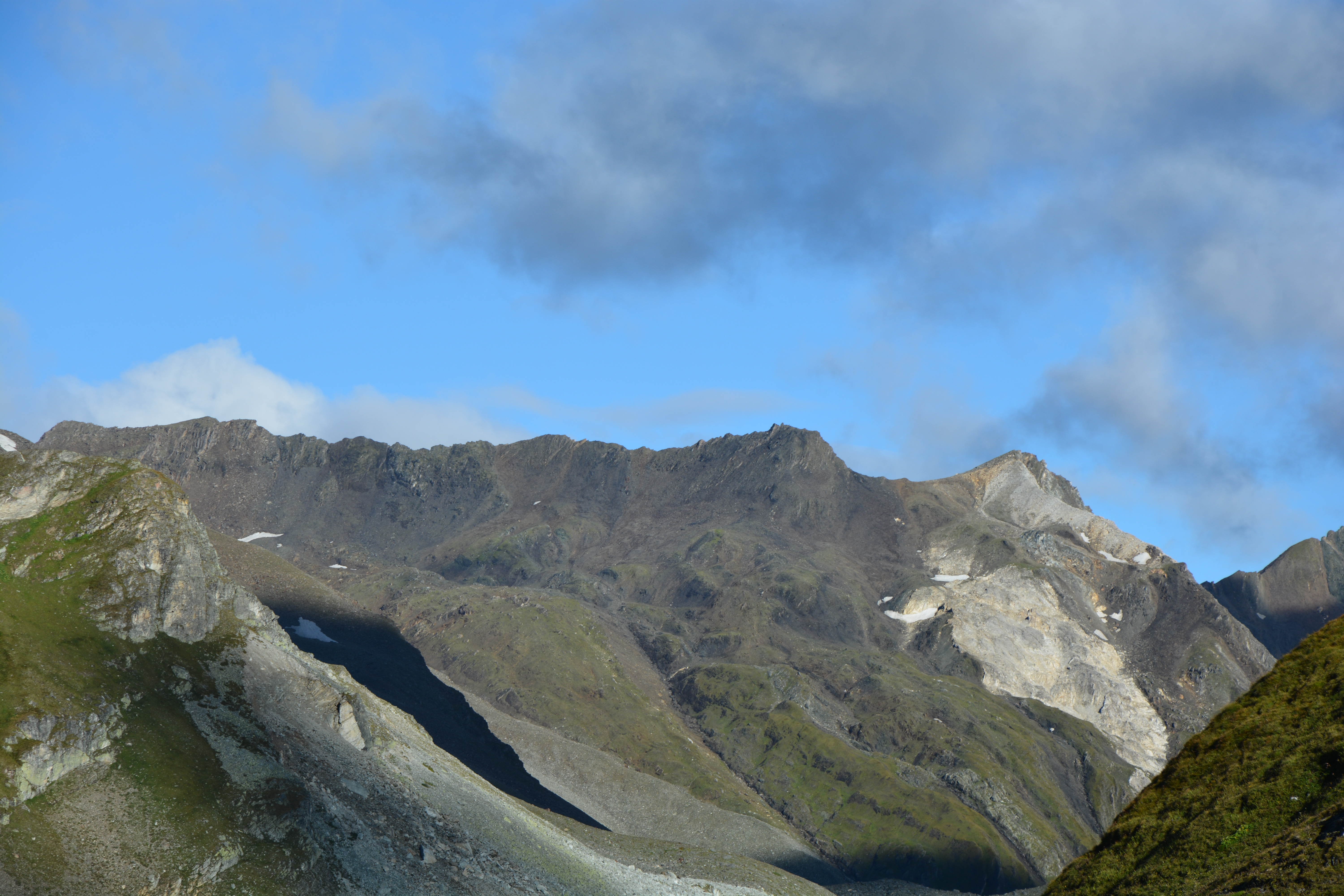

特爾山（德語：Törlkopf），是奧地利的山峰，位於該國西部，由蒂羅爾州負責管轄，屬於維內迪傑山脈的一部分，處於德弗雷根谷地聖雅各布和大韋內迪格山麓普雷格拉滕之間，海拔高度3,010米，人類在1904年首次登頂。